# Matthias Graute
Matthias Graute (* 30. November 1983 in Essen) ist ein ehemaliger deutscher Duathlet, Triathlet und Marathonläufer. Er ist Deutscher Duathlon-Meister auf der Sprintdistanz (2014) und Kurzdistanz (2014, 2015). Matthias Graute ist Deutscher Meister im Obstacle Course Race (2024). Er gewann die erste Deutsche Meisterschaft, ausgerichtet von der OCRA Germany. 

## Werdegang
Im September 2008 wurde Matthias Graute im italienischen Rimini Duathlon-Amateur-Weltmeister.
2008 und 2012 startete er für das Kölner Triathlon Team 01 in der Triathlon-Bundesliga. Im Oktober 2011 gewann er den Essen-Marathon in 2:20:57 Stunden – der achtschnellsten Marathonzeit eines Deutschen im Jahr 2011.
Im August 2014 wurde Graute Deutscher Duathlon-Meister auf der Kurzdistanz und zwei Wochen später auch auf der Sprintdistanz. Im März 2015 konnte er seinen DM-Titel im Duathlon auf der Kurzdistanz verteidigen. Im Mai 2015 gewann er den Vivawest-Marathon (Ruhrmarathon).
Seit April 2017 nimmt Graute an OCR-Hindernisläufen teil. Er gewann u. a. die Eliteläufe von XLETIX (3× Berlin, 2× München, 2× Wuppertal). Ebenfalls gewann er das Tough-Mudder-Rennen 2018 in Nordrhein-Westfalen. 2019 war er der schnellste Deutsche Hindernisläufer.
Matthias Graute ist verheiratet und als Lehrer in Bochum tätig.

## Sportliche Erfolge
| Datum/Jahr    | Rang | Wettbewerb                 | Austragungsort | Zeit     | Bemerkung                                  |
| ------------- | ---- | -------------------------- | -------------- | -------- | ------------------------------------------ |
| 12. Juli 2015 | 1    | Triathlon 2. Bundesliga    | Grimma         | 00:31:17 | Prolog                                     |
| 21. Juni 2015 | 5    | Triathlon 2. Bundesliga    | Eutin          | 01:52:35 | [ 5 ]                                      |
| 28. Aug. 2011 | 1    | Triathlon NRW-Liga         | Krefeld        | 00:56:50 | Teamsprint                                 |
| 5. Sep. 2010  | 48   | Triathlon 1. Bundesliga    | Hannover       |          |                                            |
| 24. Juli 2010 | 2    | Triathlon DM Hochschule    | Münster        | 01:53:24 | [ 7 ]                                      |
| 6. Juni 2010  | 9    | Triathlon DM Mitteldistanz | Kulmbach       |          | Deutscher Mannschaftsmeister mit dem KTT01 |
| 16. Mai 2010  | 9    | Triathlon 1. Bundesliga    | Gladbeck       |          | Teamsprint                                 |
| 23. Aug. 2009 | 12   | Triathlon 2. Bundesliga    | Schneeberg     |          |                                            |
| 16. Aug. 2009 | 15   | Triathlon Olympisch Elite  | Stockholm      |          |                                            |
| 21. Juni 2009 | 1    | Triathlon Olympisch        | Münster        | 01:51:21 |                                            |
| 17. Mai 2009  | 7    | Triathlon 2. Bundesliga    | Hannover       | 00:53:40 | 1. Platz mit dem Team                      |
| 26. Apr. 2009 | 1    | Triathlon 2. Bundesliga    | Herscheid      |          | Teamsprint                                 |
| 7. Sep. 2008  | 1    | Triathlon Sprint           | Willich        | 00:53:40 | [ 10 ]                                     |
| 15. Aug. 2008 | 2    | Triathlon Mitteldistanz    | Hückeswagen    | 03:49:04 | Westdeutscher Vize-Meister, NRW-Liga       |
| 20. Juli 2008 | 1    | Triathlon Sprint           | Greven         |          | [ 11 ]                                     |
| 8. Juni 2008  | 1    | Triathlon NRW-Liga         | Harsewinkel    |          |                                            |
| 1. Juni 2008  | 1    | Triathlon Sprint           | Herscheid      |          | Streckenrekord                             |
| 18. Aug. 2007 | 1    | Triathlon Mitteldistanz    | Hückeswagen    | 03:54:40 | Westdeutscher Meister                      |

| Datum/Jahr   | Rang | Wettbewerb      | Austragungsort    | Zeit     | Bemerkung |
| ------------ | ---- | --------------- | ----------------- | -------- | --------- |
| 6. Juli 2008 | 82   | Ironman Germany | Frankfurt am Main | 09:23:51 |           |

| Datum/Jahr    | Rang | Wettbewerb                                         | Austragungsort | Zeit     | Bemerkung                                                                                           |
| ------------- | ---- | -------------------------------------------------- | -------------- | -------- | --------------------------------------------------------------------------------------------------- |
| 29. März 2015 | 1    | DTU Deutsche Meisterschaft Duathlon Kurzdistanz    | Kalkar         | 01:49:04 | Deutscher Meister Duathlon-Kurzdistanz – erfolgreiche Titelverteidigung beim Minrath-Duathlon       |
| 24. Aug. 2014 | 10   | ETU Duathlon European Championships                | Weyer          | 01:56:59 | Europameisterschaft Duathlon beim Powerman Austria                                                  |
| 18. Mai 2014  | 1    | DTU Deutsche Meisterschaft Duathlon Sprintdistanz  | Falkenstein    | 01:05:09 | Deutscher Meister Duathlon-Sprintdistanz (5 km Laufen, 20 km Radfahren und 2,5 km Laufen)           |
| 4. Mai 2014   | 1    | DTU Deutsche Meisterschaft Duathlon Kurzdistanz    | Cottbus        | 01:49:32 | Deutscher Meister Duathlon-Kurzdistanz (10 km Laufen, 36 km Radfahren und 5 km Laufen)              |
| 21. Apr. 2013 | 1    | Duathlon                                           | Mettmann       |          | |
| 24. Sep. 2011 | 24   | ITU Duathlon World Championships                   | Gijón          | 01:57:24 | ITU Duathlon-Weltmeisterschaft                                                                      |
| 7. Mai 2011   | 1    | Österreichische Staatsmeisterschaft Duathlon       | Bad Häring     |          | Österreichische Meisterschaft Elite                                                                 |
| 1. Mai 2011   | 3    | DTU Deutsche Meisterschaft Duathlon Team           | Oberursel      | 01:50:22 | Deutscher Mannschaftsmeister mit dem Team KTT01                                                     |
| 19. Apr. 2011 | 13   | ETU Duathlon European Championships                | Limerick       | 01:45:11 | [ 16 ]                                                                                              |
| 8. Mai 2010   | 3    | Österreichische Staatsmeisterschaft Duathlon       | Bad Häring     |          | Österreichische Meisterschaft Elite                                                                 |
| 18. Apr. 2010 | 1    | Duathlon Landesmeisterschaft                       | Mettmann       |          | Landesmeister                                                                                       |
| 26. Apr. 2009 | 4    | DTU Deutsche Meisterschaft Duathlon Team           | Backnang       | 01:53:43 | Deutscher Mannschaftsmeister mit dem KTT01                                                          |
| 14. Sep. 2008 | 3    | DTU Deutsche Meisterschaft Duathlon Langdistanz    | Falkenstein    | 03:19:21 | [ 18 ]                                                                                              |
| 28. Sep. 2008 | 1    | ITU Duathlon World Championship AK20-24            | Rimini         | 01:57:42 | Amateur-Weltmeister aller Klassen                                                                   |
| 17. Juni 2007 | 2    | ETU Duathlon European Championships                | Edinburgh      | 01:57:37 | in der AK20-24 bei der Duathlon-Europameisterschaft (10 km Laufen, 40 km Radfahren und 5 km Laufen) |
| 20. Mai 2007  | 3    | ITU Duathlon World Championship 20-24              | Győr           | 01:40:03 | Altersklasse 20-24                                                                                  |
| 29. Apr. 2007 | 1    | DTU Deutsche Meisterschaft Duathlon Kurzdistanz AK | Backnang       |          | Sieger in der AK                                                                                    |
| 7. Okt. 2006  | 1    | ETU Duathlon European Championship AK20-24         | Rimini         | 02:02:57 | AK20-24                                                                                             |

| Datum/Jahr    | Rang | Wettbewerb                   | Austragungsort | Zeit     | Bemerkung           |
| ------------- | ---- | ---------------------------- | -------------- | -------- | ------------------- |
| 3. Okt. 2020  | 1    | Xletix Berlin Elite          | Berlin         |          | [ 19 ]              |
| 17. Aug. 2019 | 1    | Xletix Mitten in Deutschland | Stadtoldendorf | 00:56:17 | [ 19 ]              |
| 2019          | 1    | Xletix Berlin Elite          | Berlin         |          | [ 19 ]              |
| 2018          |      | Xletix Berlin Elite          | Berlin         |          | [ 19 ]              |
| 17. Mai 2015  | 1    | Vivawest Marathon            | Gelsenkirchen  | 02:29:50 |                     |
| 2. Mai 2015   | 1    | 10 km Citylauf               | Bocholt        | 00:30:49 |                     |
| 13. Okt. 2013 | 4    | Rund um den Baldeneysee      | Essen          | 02:27:06 | Essen Marathon      |
| 4. Mai 2013   | 1    | 10 km Citylauf               | Bocholt        | 00:32:01 |                     |
| 17. März 2013 | 2    | 10 km Citylauf               | Dinslaken      | 00:31:32 |                     |
| 31. Dez. 2012 | 1    | Silvesterlauf Essen          | Essen          | 00:32:02 | 10 km Lauf          |
| 19. Nov. 2011 | 1    | Blumensaat Halbmarathon      | Essen          | 01:07:11 | Essener Stadtrekord |
| 9. Okt. 2011  | 1    | Rund um den Baldeneysee      | Essen          | 02:20:57 | Essen Marathon      |
| 10. Juni 2011 | 3    | 10 km Citylauf               | Oelde          | 00:30:47 |                     |
| 25. Mai 2011  | 36   | Mini Internationales         | Koblenz        | 00:14:38 | 5 km                |
| 25. Apr. 2010 | 2    | DHM 10 km                    | Witten         | 00:32:32 |                     |
| 11. Dez. 2009 | 1    | 10 km Lauf                   | Ahlen          | 00:31:56 |                     |

(DNF – Did Not Finish)